# Kommissarin Lucas – Gierig
Gierig ist ein Film des ZDF, der Teil der Serie Kommissarin Lucas ist. Ralf Huettner führte Regie bei dem 2011 ausgestrahlten Fernsehfilm. Für Ellen Lucas (Ulrike Kriener) geht es in ihrem fünfzehnten Fall um eine Steuersünder-CD, die einen Mord verschuldet haben könnte, und um finanzielle Machenschaften einhergehend mit Gier. Die Gaststars dieser Folge sind neben Devid Striesow, Jeanette Hain und Herbert Knaup, Petra Kleinert und Christian Doermer.

## Handlung
Karoline Roth, die beim renommierten Regensburger Privatbankhaus Pfauenbach gearbeitet hat, wird tot aus der Donau geborgen. Kriminalhauptkommissarin Ellen Lucas nimmt die Ermittlungen auf und findet heraus, dass Roth kurz vor ihrem Tod den bayerischen Behörden eine sogenannte Steuersünder-CD für 2 Millionen Euro zum Kauf angeboten hatte, und man sich auf einen Betrag von 1,8 Mio. einigte. Diese sollte laut ihren Angaben gesammelte Daten über deutsche Kunden einer Schweizer Bank enthalten, deren Tochter die Privatbank ist. Weder diese CD noch der Computer der Toten können sichergestellt werden. Über den in den Fall involvierten Steuerfahnder Klaus Merdinger erfährt Lucas, dass Roth einen Antrag auf Zeugenschutz gestellt hatte.
Eine bei der Steuerfahndung eingehende E-Mail lenkt einen ersten Verdacht auf Christian Wittbach, einen Kollegen Roths. Weitere Ermittlungen belasten Wittbach so schwer, dass er wegen des Verdachts, seine Kollegin ermordet zu haben, in Haft genommen wird. Gegenüber Merdinger behauptet Wittbach, dass er der Steuerfahndung die ominöse CD aushändigen könne, dafür müsse man ihn aber aus der Haft holen. Für Lucas überraschend möchte Wittbach mit seiner Familie ins Zeugenschutzprogramm aufgenommen werden. Der Kommissarin fällt auf, dass von Amtsträgern aus der Politik nicht unerheblich in die Angelegenheit eingegriffen wird. Plötzlich tauchen Beweise auf, die Wittbach entlasten und zu seiner Freilassung führen. Lucas ist erbost darüber, dass ihr Vorgesetzter Boris Noethen gegenüber dem Steuerfahnder Klaus Merdinger nicht entschiedener auftritt und in dem Fall eine Haltung einnimmt, die ihr nicht behagt. Die Kommissarin ist fest entschlossen, Wittbach nicht aus den Augen zu lassen. Auch seine Frau Luise wird in ihre Ermittlungen einbezogen. Eher nebenbei erfährt die Kommissarin, dass Luise Wittbach auf Bitten ihres Mannes Kontakt zu dem Industriellen Karl-Heinz Schupp und seiner Tochter Regine aufgenommen hat. 
Inzwischen steht fest, dass der Mord nicht dort passiert ist, wo man Roths Leiche aufgefunden hat. Untermauert wird das zusätzlich durch sichergestellte Einbruchsspuren sowohl am Auto als auch in der Wohnung der Toten. Auch Neuhaus, der Direktor der Privatbank, gerät in den Fokus der Ermittlungen. Wusste er wirklich nichts davon, dass auf einer Steuersünder-CD Daten seiner Kunden zum Verkauf angeboten werden sollten? Aber auch zu den Schupps, die zu den wichtigsten Kunden der Privatbank zählen, gibt es etliche offene Fragen.
Während Wittbach die Beamten abhängt, da er gar nicht daran denkt, der mit Merdinger getroffenen Vereinbarung nachzukommen, und die CD der Steuerfahndung zugänglich zu machen, sondern diese lieber für 3 Millionen Euro direkt an die Schupps verkaufen will, gesteht seine Frau Luise das Verbrechen an Karoline Roth. Sie hatte Tickets in der Jackentasche ihres Mannes entdeckt, die ihren schon lange gehegten Verdacht, dass er sie mit Roth betrügt, untermauerten und beide planten, sich zusammen abzusetzen. Als sie das der Familie gehörende Boot betrat, wo sie ihren Mann vermutete, und auf Karoline Roth stieß, erschlug sie diese, wie sie glaubt. Allerdings lebte Roth noch, wie sich bei der Obduktion der Leiche herausgestellt hatte. Sie wurde später von Wittbach in die Donau geworfen. Dass seine Frau ihr die Verletzungen zugefügt hatte, wusste er zu diesem Zeitpunkt noch nicht. Im Dunkel bleibt, ob er bemerkt hat, dass Roth noch am Leben war, als er sie im Fluss „entsorgte“.   

## Produktion

### Produktionsnotizen, Veröffentlichung
Kommissarin Lucas – Gierig, Arbeitstitel Kommissarin Lucas – Gier, wurde vom 8. November bis 8. Dezember 2010 in München und Umgebung sowie in Regensburg gedreht und am 4. Juni 2011 zur Hauptsendezeit im ZDF erstausgestrahlt.

### Privates der Kommissare
Rike Lucas will in Regensburg ein Fischlokal eröffnen und bittet ihre Schwester um Unterstützung bei der Finanzierung, die sie ohne eine Bürgschaft der Kommissarin nicht stemmen kann. Gerade als Ellen Lucas sich dazu durchgerungen hat, Rike zu helfen, hat diese schon wieder eine ganz andere Idee. 
Die von Inez Björg David gespielte Kollegin Julia Brandl befindet sich in dieser Folge im Mutterschutz.

## Rezeption

### Einschaltquote
Der Film wurde bei seiner Erstausstrahlung von 3,9 Mio. Zuschauern gesehen, was einen Marktanteil von 17 % ergab.

### Kritiken
Das Lexikon des internationalen Films bemängelte: „Routinierter (Fernsehserien-)Krimi über einen brisanten Fall von Wirtschaftskriminalität, der unterm Strich zu wenig wagt, um dem Thema überzeugender gerecht zu werden.“
TV Spielfilm war der Ansicht: „Gutes, stark besetztes Krimidrama mit Ulrike Kriener, Devid Striesow.“
Rainer Tittelbach von tittelbach.tv gab 4½ von 6 möglichen Sternen und meinte, „der 15. Einsatz der Regensburger Kommissarin [sei] ein (menschlich) spannendes Krimi-Drama mit einem aktuellen politischen Aufhänger. Dramaturgisch ausgefeilt, stimmig mit einem Hauch US-Serien-Style inszeniert, überragend mit Devid Striesow, Jeanette Hain & Herbert Knaup als ‚Gästen‘ besetzt“.
Das sah Julian Miller von Quotenmeter.de jedoch ganz anders. Sein Fazit lautete: „Einen derart herausragenden Krimi sieht man nicht alle Tage.“ Miller sprach von einem „packende[n] Plot mit Tiefgang“. Es gehe „um Gier, Vertrauen und die Zerbrechlichkeit zwischenmenschlicher Beziehungen – und das, ohne die Themen penetrant zu inszenieren“. Weiter war von „einem mustergültig geschriebene[n] Drehbuch mit außerordentlich starken, weil authentischen Dialogen“ die Rede. Gelobt wurden auch die „durchwegs hervorragenden Darsteller“, so werde Steuerfahnder Klaus Merdinger von Herbert Knaup „nuanciert und treffend“ gespielt. Ulrike Kriener spiele ihre Rolle „wieder hervorragend“, ebenso Devid Striesow „als der verzweifelte Banker, dessen Aktionen aus dem Ruder zu laufen beginnen; bis hin zu Christian Doermer als der alteingesessene Unternehmer, der sich auf etwas eingelassen ha[be], das er nicht (mehr) durchschau[e]“.
Harald Suerland von den Westfälischen Nachrichten lobte besonders die „Figurenzeichnung“, die zur „größte[n] Faszination“ des Films gehöre: „Wunderbar“ seien die „Kompetenzduelle mit dem schmierig-arroganten Steuerfahnder Merdinger, den Herbert Knaup mit Inbrunst porträtiert“ habe – „Schauspieler wie Devid Striesow und Jeanette Hain schienen ihre Rollen als mörderisches Ehepaar zu genießen. Was sich auf den Zuschauer“ übertragen habe. Die Nebenhandlung mit „Schwesterchen Rike“ missfiel und war in seinen Augen erneut überflüssig.
Prisma hingegen vertrat die Ansicht, dass es sich um einen „solide inszenierte[n], aber nicht sonderlich aufregende[n] Krimi“ handele. „Huettner orientier[]e sich mit seinen Koautoren Florian Iwersen und Stefan Holtz an dem Skandal um Steuerhinterziehungen deutscher Bürger über das Fürstentum Lichtenstein.“ Fazit: „In ‚Gierig‘ – schon der Titel weist auf das Motiv hin – verknüpft er also eine groß angelegte Steuerhinterziehung mit einem Mordfall, den Ulrike Kriener in ihrer Paraderolle natürlich wieder aufklärt.“